# دبليو بي إلكترونيكس فلاي آي
فلاي آي – مركبة جوية مسيرة طورتها شركة فلاترونك البولندية، التابعة لمجموعة دبليو بي، مخصصة للاستطلاع القريب.

## التاريخ
فلاي آي هي طائرة بدون طيار صغيرة الحجم من تصميم وإنتاج بولندي، طورها مهندسو شركة فلايترونك في جليفيتش، المملوكة لشركة WB Electronics. قُدمت الطائرة المسيرة أول مرة علنًا في 14 يونيو 2010 في معرض يوروساتوري في باريس.
في 10 ديسمبر 2010، قدمت شركة دبليو بي إلكترونكس نسخة محدثة قليلًا من فلاي آي مقارنة بالتصميم الأصلي (من بين أمور أخرى، بتغيير شكل الذيل عن طريق استبدال نظام التثبيت الكلاسيكي بنظام على شكل حرف T، وتعديل شكل الأجنحة - وزيادة مساحة سطحها ووترها).
في أكتوبر 2010، أعلنت الوحدة العسكرية نيل عن مناقصة لتسليم مجموعتين من المركبات الجوية غير المأهولة. فازت شركة دبليو بي إلكترونكس بالعطاء. وطُلب مجموعتان، كل واحدة منها تحتوي على أربع كاميرات، في 29 أكتوبر 2010. كانت فلاي آي هي المركبة الجوية المسيرة التالية في معدات الجيش البولندي بعد إيرونوتكس أوربيتر و إيرونوتكس إيروستار وبوينج سكان إيجل. على عكس جميع المنتجات الأخرى، فهي تصميم ومنتج بولندي. في 18 نوفمبر 2010، وُقع عقد لشراء مجموعتين إضافيتين، مخصصة لمركبات كيه تي أو روسوماك القتالية، في إصدار نظام الاستطلاع والمراقبة متعدد أجهزة الاستشعار.
في 13 فبراير/شباط 2013، وبعد مفاوضات أجريت كجزء من حاجة تشغيلية عاجلة، وُقعت اتفاقية لتسليم 12 مجموعة أخرى من طائرات فلاي آي للجيش البولندي. تسعة منها سُلمت إلى القوات الخاصة - وحدة قيادة ودعم القوات الخاصة، وثلاثة إلى القوات البرية - سرب الاستطلاع الجوي من اللواء الأول للطيران في القوات البرية ووحدات الصواريخ والمدفعية. وكان من المقرر تسليم الأجهزة الجديدة بحلول 15 نوفمبر 2013. وبعد عام واحد، في 30 يونيو/حزيران 2014، وُقعت اتفاقية لشراء مجموعة أخرى، وأعلنت عنها هيئة تفتيش التسليح في 4 يوليو/تموز من نفس العام. سُلمت كافة الأجهزة في الفترة 2013-2014.
في 23 ديسمبر 2014، حُلت المناقصة الخاصة بالطائرات المسيرة من الفئة الصغيرة لحرس الحدود. الفائز كان شركة دبليو بي إلكترونكس. في 13 فبراير 2015، أصدر الحرس معلومات عامة حول طلب الأجهزة لوحدة حرس الحدود نادبوجانسكي في تشيلم.
في البداية، استخدمت فلاي آي برنامجًا يعتمد على نظام التشغيل ويندوز، والذي حل محله لاحقًا نظام التشغيل الخاص بها المستند إلى لينكس. في مطلع العقد الأول والثاني من القرن الحادي والعشرين، نُقلت نسخة محسنة من فلاي آي 3.0 إلى مرحلة الإنتاج، والتي تحتوي على كاميرات جديدة ونطاق تشغيلي أكبر (حتى 80 كم) وإمكانية أوسع للتعاون الآلي مع نظام إدارة ساحة المعركة المدفعية ZZKO Topaz.
في 19 أكتوبر 2018، أعلنت هيئة تفتيش التسليح التابعة لوزارة الدفاع الوطني عن إجراء مفاوضات مع شركة دبليو بي إلكترونكس بشأن شراء اثنتي عشرة مجموعة فلاي آي لقوات الدفاع الإقليمي. في 3 ديسمبر 2018، وقعت هيئة تفتيش التسليح التابعة للوزارة اتفاقية لتوريد ثلاث مجموعات من كاميرات فلاي آي المسيرة، وتتكون من إجمالي 12 طائرة. وينص الاتفاق على إمكانية شراء تسع مجموعات أخرى. سُلمت المجموعات المطلوبة إلى العميل في 19 ديسمبر 2018. وعلى عكس الكاميرات المقبولة سابقًا، فإن فلاي آي التي استُخدمت في معدات قوات الدفاع الإقليمي هي بالفعل الجيل الثالث من الطائرات. جُهزت برأس بصري إلكتروني جديد، ومحطة إرسال واستقبال حديثة، ونظام جديد لتزويد الطاقة بالبطارية، ومحطة تحكم وإدارة حديثة، وصندوق نقل وحقائب ظهر معدلة. في 18 يوليو 2019، وُقع الملحق لاتفاقية 3 ديسمبر 2018. ويتضمن الملحق تسليم تسعة مجموعات أخرى من طائرات فلاي آي المحدثة. تتضمن المجموعة أربع مركبات طائرة. وكان من المقرر أن يكتمل التسليم إلى قوات الدفاع الإقليمي بحلول نهاية عام 2019.
في 15 فبراير 2022، طُلبت 11 مجموعة أخرى للقوات المسلحة البولندية. حتى تاريخ توقيع الاتفاقية، كانت فلاي آي هي المركبة غير المأهولة الأكثر استخدامًا في القوات المسلحة. سُلمت 31 مجموعة، بما في ذلك 124 طائرة. بحلول عام 2022، طُلبت 54 مجموعة من أربع كاميرات. في ديسمبر 2022، وُقع عقد مع الشركة المصنعة لتحديث خمس مجموعات قديمة إلى المعيار 3.0.
أفادت قوات الدفاع الإقليمي أن كاميرات فلاي آي التابعة لهذا التشكيل قضت 2000 ساعة طيران في عام 2021. ضعف ما كانت عليه في عام 2020. كانت 70% من ساعات الطيران خلال المهام التي أجريت في الليل. كان ثلث العمليات الجوية التي نُفذت في عام 2021 مرتبطة بعملية "الدعم القوي" التي نُفذت على الحدود البولندية البيلاروسية، والتي كانت جزءًا من استجابة السلطات البولندية لأزمة الهجرة على الحدود مع بيلاروسيا.
وفقًا للشركة المصنعة، في منتصف مارس 2024، أُنتجت الطائرة الألف من طراز فلاي آي.

## المواصفات
التفاصيل الفنية لـفلاي آي ميني 
- باع الجناحين: 3.6 متر
- الطول: 1.8 متر
- السرعة القصوى: 60 - 120 كم/ساعة
- أقصى ارتفاع: 3000 متر (9800 قدم) فوق مستوى سطح البحر
- مدة الطيران: 2.5 ساعة +
- الدفع: محرك كهربائي

## التصميم
فلاي آي هي طائرة أحادية السطح مركبة ذات أجنحة عالية. تقلع الطائرة المسيرة يدويًّا ولا تتطلب أي أجهزة إضافية لدعم الإقلاع. بفضل الإقلاع ذي الدوار الحاد، يمكن إطلاق الهيكل في الهواء من مناطق صغيرة للغاية ومحدودة، ومناطق حضرية، ومناطق غابات مفتوحة. يمكن الوصول إلى جاهزية الإقلاع في أقل من 10 دقائق. توجد مروحة قابلة للطي في مقدمة الطائرة، فيوضع الرأس والحمولة أسفل جسم الطائرة في منطقة مركز الثقل. يمكن التحكم في رحلة الطائرة المسيرة يدويًّا بالكامل من محطة التحكم (على مسافة تصل إلى 50 كم) أو أن تكون مستقلة تمامًا، ويجري تنفيذ الرحلة وفقًا لمسار مبرمج مسبقًا مع إمكانية التصحيح اليدوي أثناء الطيران. الرحلة هادئة للغاية نظرًا لأن الطائرة المسيرة تنزلق طوال معظم الرحلة. من ناحية أخرى، يتميز المحرك الكهربائي المستخدم في تشغيل الطائرة المسيرة، والذي يعمل ببطاريات ليثيوم بوليمر، بالعمل الهادئ. قبل الهبوط مباشرة، ينزل القسم الموجود أسفل جسم الطائرة والذي يحتوي على رأس المراقبة على ارتفاع حوالي اثني عشر مترًا فوق سطح الأرض وينزل بأمان باستخدام المظلة. يهبط الجزء الباقي من الطائرة المسيرة ذاتيًّا عن طريق الانزلاق إلى مكان محدد.

## التاريخ التشغيلي
استخدمت الطائرات المسيرة عمليًّا كجزء من المهمة في أفغانستان من قبل جنود وحدة نيل.
وقد استخدمتها أوكرانيا منذ مارس/آذار 2015 واستخدمتها في القتال في معاركها مع الانفصاليين في شرق البلاد.
في 7 يونيو 2022، أصدرت الخدمة الاتحادية للحرس الوطني الروسي مقطع فيديو يظهر طائرة فلاي آي تابعة للقوات المسلحة الأوكرانية جرى إسقاطها. الصورة هي أول حالة موثقة مصورة لإسقاط هذا النوع من الطائرات المسيرة. وأفادت الشركة المصنعة البولندية أنه خلال العمليات العسكرية المستمرة أثناء الغزو الروسي لأوكرانيا، تقوم طائرات فلاي آي الأوكرانية بنحو 250 رحلة يوميًا. FlyEye هو جهاز صغير، يصعب ملاحظته، مع مستوى منخفض من انعكاس الرادار. هذه الميزات تجعل إسقاط الطائرة أمرًا صعبًا للغاية. استخدمت فلاي آي بنجاح من قبل الجانب الأوكراني لتصحيح نيران المدفعية، واستُخدمت على نطاق واسع في الحرب الأوكرانية الروسية.

## المستخدمون
- بولندا
- ماليزيا[15]
- أوكرانيا[11][16][17]